# TT316
TT316 (Theban Tomb 316) è la sigla che identifica una delle Tombe dei Nobili ubicate nell'area della cosiddetta Necropoli Tebana, sulla sponda occidentale del Nilo dinanzi alla città di Luxor, in Egitto. Destinata a sepolture di nobili e funzionari connessi alle case regnanti, specie del Nuovo Regno, l'area venne sfruttata, come necropoli, fin dall'Antico Regno e, successivamente, sino al periodo Saitico (con la XXVI dinastia) e Tolemaico.

## Titolare
TT316 era la tomba di:
| Titolare   | Titolo              | Necropoli      | Dinastia/Periodo | Note |
| ---------- | ------------------- | -------------- | ---------------- | ---- |
| Neferhotep | Custode degli archi | Deir el-Bahari | XI dinastia      |      |

## Biografia
Uniche notizie biografiche ricavabili: il nome della madre, Nebtiotef, e quello della moglie (?) Meryt

## La tomba
Due statue cubo del defunto sono oggi presso il Museo del Cairo, una in alabastro (cat. 47708) e l'altra in arenaria (cat. 47709). Rinvenute nella tomba: 
- statuetta di danzatrice tatuata (Museo egizio del Cairo, cat. 47710);
- frammenti di statuetta rappresentante un ippopotamo in fajence blu (Museo egizio del Cairo, cat. 47711)[4].

### Annotazioni
1. ↑  La planimetria non è in scala ed ha valore esclusivamente di visione d'insieme; l'ubicazione delle singole tombe non è topograficamente esatta, ma vuole visualizzare la concentrazione delle sepolture, nonché il "disordine" con cui le stesse sono state classificate.
2. ↑  La prima numerazione delle tombe, dalla numero 1 alla 252, risale al 1913 con l'edizione del "Topographical Catalogue of the Private Tombs of Thebes" di Alan Gardiner e Arthur Weigall. Le tombe erano numerate in ordine di scoperta e non geografico; ugualmente in ordine cronologico di scoperta sono le tombe dalla 253 in poi.
3. ↑  I campi della Duat, ovvero l'aldilà egizio, si trovavano, secondo le credenze, proprio sulla riva occidentale del grande fiume.
4. ↑  Nella sua epoca di utilizzo, l'area era nota come "Quella di fronte al suo Signore" (con riferimento alla riva orientale, dove si trovavano le strutture dei Palazzi di residenza dei re e i templi dei principali dei) o, più semplicemente, "Occidente di Tebe".
5. ↑  le Tombe dei Nobili, benché raggruppate in un'unica area, sono di fatto distribuite su più necropoli distinte.
6. ↑  Le note, sovente di inquadramento topografico della tomba, sono tratte, fino alla TT252, dal "Topographical Catalogue" di Gardiner e Weigall, ed. 1913 e fanno perciò riferimento alla situazione dell'epoca.

### Fonti
1. ↑  Gardiner e Weigall 1913.
2. ↑  Donadoni 1999,  p. 115.
3. ↑  Porter e Moss 1927, p. 389.
4. 1 2  Porter e Moss 1927, p. 390.